# Jim Siedow
James Nash "Jim" Siedow, född 12 juni 1920 i Cheyenne i Wyoming, död 20 november 2003 i Houston, var en amerikansk skådespelare, mest känd för sin roll som Drayton Sawyer i Motorsågsmassakern och Motorsågsmassakern 2